# هیدروکورتیزون استات

هیدروکورتیزون استات (انگلیسی: Hydrocortisone acetate) نوعی گلوکوکورتیکوئید, کورتیکواستروئید و استر کورتیکواستروئیدی  است.